# Hippokratés
Hippokratés z Kósu (460 př. n. l., Kós – ca 370 př. n. l., Larisa v Thessálii) řecky ῾Ιπποκράτης, byl nejslavnější lékař starověku, považovaný za  zakladatele  lékařské vědy. Jeho jméno je spojováno s textem obsahujícím  základní etické principy lékařského povolání (tzv. Hippokratova přísaha).

## Život
Jeho život je spojován s mnoha legendami a jen obtížně lze  v nich označit historická fakta. Vychází se většinou z biografie napsané řeckým lékařem Soranem asi 500 let po Hippocratově smrti a také ze sbírky lékařských spisů, které jsou mu přisuzovány. 
Hippokratés pocházel z jižních Sporad (Dodekanésu), z ostrovů při jihozápadním pobřeží Malé Asie, z lékařské rodiny, odvozující svůj původ od Asklépia. V Platónově dialogu (Protágoras 311b) je také nazván Asklépiovcem, tedy žákem a jakoby potomkem Asklépiovým. Jeho otcem a učitelem byl lékař Herakleidas.  
Hippokratés v mládí cestoval za vzděláním po Řecku, Malé Asii a snad i po Egyptě. Vrchol jeho činnosti spadá do období peloponéské války v letech 431–404 př. n. l. V roce 430 př. n. l. potlačil v Athénách mor a bylo mu přiznáno čestné občanství města.
Kolem roku 400 př. n. l. založil na Kóu lékařskou školu a lékařství se věnovali i jeho dva synové a další příslušníci rodiny v několika generacích.   Vyučoval také filosofii a jejím spojením s medicínou utvářel nový způsob myšlení a názory na postavení člověka jako součásti přírody.  Zastával názor, že na celkový stav člověka, jeho nemoci, má rozhodující vliv okolní prostředí a životospráva. Nemoc není boží trest, ale má přirozené příčiny. Podstatou léčby  pak bylo využití léčivých sil přírody, bylin a samotného pacientova těla. Podle průběhu nemoci pak volil různou intenzitu lékařských zákroků. 
Při léčbě zastával teorii rovnováhy čtyř základních tělesných šťáv: černé žluče (melos), žluté žluče (chole), krve (sanguis) a slizu (flegma). Příčinu nemocí viděl v  jejich nerovnováze. Tuto teorii později převzal a rozvinul Galénos a stala se na dlouhá staletí klasickou. Hippokratovo rozdělení temperamentů do kategorií sangvinik (krev), melancholik (černá žluč), cholerik (žluč) a flegmatik (hlen) se používá stále. 
Hippokratovská medicína byla důsledně celostním oborem. Snažil se o vymezení duševních poruch, lidský mozek považoval za interpreta vědomí. Jako první se také začal zajímat o rodinnou anamnézu a životní prostředí pacienta. V medicíně rozeznával tři základní úkony: diagnóza, prognóza a terapie. 
Hippokratés popsal plicní a kostní tuberkulózu, záškrt a jiná onemocnění. Je považován za zakladatele praxe klinického vyšetřování, zavedl metodu poslechu, vyslovil zásadu zaměnitelnosti nemocí.  Zkoušel operace močového měchýře, ledvin, břicha, očí, amputace končetin. 
Je mu přisuzována nejstarší vrstva sbírky lékařských textů Corpus Hippocraticum, které položily základy moderní medicíny. Ve svých spisech shrnul nebo vylepšil všechny dříve používané praktiky a znalosti medicíny. 
Zabýval se také etickou stránkou lékařství a bývá mu přisuzováno autorství Hippokratovy přísahy – souboru etických pravidel pro jednání lékaře.

## Hippokrates geograf
Osídlenou zemi (ekumenu) člení – podle předpokladů pro život lidí – na tři pásy:
- chladný – severní (kde žijí Skýtové)
- nejpříznivější – mírný (do nějž patří Řecko)
- suchý – jižní (zahrnující Libyi (Afriku), Egypt a větší část Asie).

Na základě porovnávání obyvatelstva těchto pásů dochází k závěru, že vlastnosti těla i ducha jsou určovány (či přinejmenším ovlivňovány) podnebím.

## Dílo

Magni Hippocratis medicorum omnium facile principis, opera omnia quae extant, 1657

- Magni Hippocratis medicorum omnium facile principis, opera omnia quae extant, 1657Corpus Hippocraticum je sbírka asi 60 starověkých řeckých lékařských a filosofických spisů z různých dob. Značná část pochází z Hippokratovy doby (konec 4. až první polovina 5. století př. n. l.), jeho autorství však není jisté. Nejmladší spisy jsou z 1. století př. n. l., celek se však už ve starověku tradoval pod jeho jménem. Mezi trvalé přínosy patří mimo jiné idea lékařského tajemství, jak je známe dnes. Její součástí je tzv. Hippokratova přísaha.
- Peri aeron, hydaton, topon (O vzduchu, vodách a místech) – pojednává o vlivu prostředí na zdravého i nemocného člověka. Vyslovuje v něm myšlenky, které lze spojovat s počátky medicínské geografie. Hippokratés poukazuje na souvislosti způsobu života, výživy, zdravotního stavu, psychiky lidí a snad i charakteru národů s přírodním prostředím.

Některé jeho spisy snad pocházejí z Alexandrijské lékařské knihovny.

## Citáty
| „               | Život je krátký, umění dlouhé, příležitost prchavá, zkušenost klamná, úsudek obtížný. | “ |
| — Aforismy I.1. |                                                                                       |   |

| „                | Pomáhat - nebo alespoň neškodit. | “ |
| — Epidemica I.11 |                                  |   |